# Cal Simonet de Montanyana
Cal Simonet de Montanyana és una obra modernista de Guissona (Segarra) inclosa a l'Inventari del Patrimoni Arquitectònic de Catalunya.

## Descripció
Edifici de tres plantes situat al C/ Bisbal.
La planta baixa presenta tres portes: dues més grans a través de les quals s'accedeix a una entitat bancària instal·lada en els baixos d'aquest edifici, i una més petita amb lluernari per accedir a la zona d'habitatge. Les tres portes presenten els angles arredonits i estan realitzades amb grans carreus de pedra molt ben escairats.
Al primer pis, un balcó corregut de forja amb dues portes balconeres amb arc escarser i una gran motllura de pedra que emmarca les obertures.
I per acabar al segon pis, un balcó corregut de forja amb tres portes balconeres rectangulars.
La pedra de la planta baixa i de les motllures de les portes, contrasta molt amb l'arrebossat pintat de color blanc de la resta de la façana, que fa que aquest edifici atregui molt l'atenció des de qualsevol punt del C/ Bisbal.